# Château de Bourmont
Pour les articles homonymes, voir Bourmont.
Le château de Bourmont  est situé sur la commune de Vallons-de-l'Erdre (commune déléguée de Freigné) dans le département de Loire-Atlantique, Pays de la Loire, en France.

## Historique
Situé dans la baronnie de Candé, à la lisière de l'Anjou et de la Bretagne, la seigneurie de Bourmont est établie depuis le XIVe siècle en faveur des La Tour-Landry, puis Maillé de La Tour-Landry. Par l'alliance en 1691, de Marie-Hélène de Maillé de La Tour-Landry (1670-1752) avec Marie-Henry, comte de Ghaisne (1662-1710), il passe à la famille de Ghaisne de Bourmont, à laquelle il appartient toujours.
En 1773, le château de Bourmont est le lieu de naissance de Louis Auguste Victor de Ghaisne de Bourmont, auteur de la prise d'Alger en 1830 et sera son lieu de mort en 1846. Par cette conquête, il sera fait maréchal de France.
En 1795, lors de la chouannerie, le vicomte de Scépaux y établit son quartier général.

## Architecture
Il comporte les vestiges d'un important appareil militaire défensif du Moyen Âge.
La construction des bâtiments s'échelonne du XVIe siècle pour la tour nord à la fin du XIXe siècle. Les deux communs et l'orangerie ont été construits au début en 1702 dans le style Louis XIV. Le logis date de 1892, construit dans le style néogothique par Bibard et Lediberder.
Il est inscrit (partiellement) au patrimoine des monuments historiques, par arrêté du 29 janvier 1993.

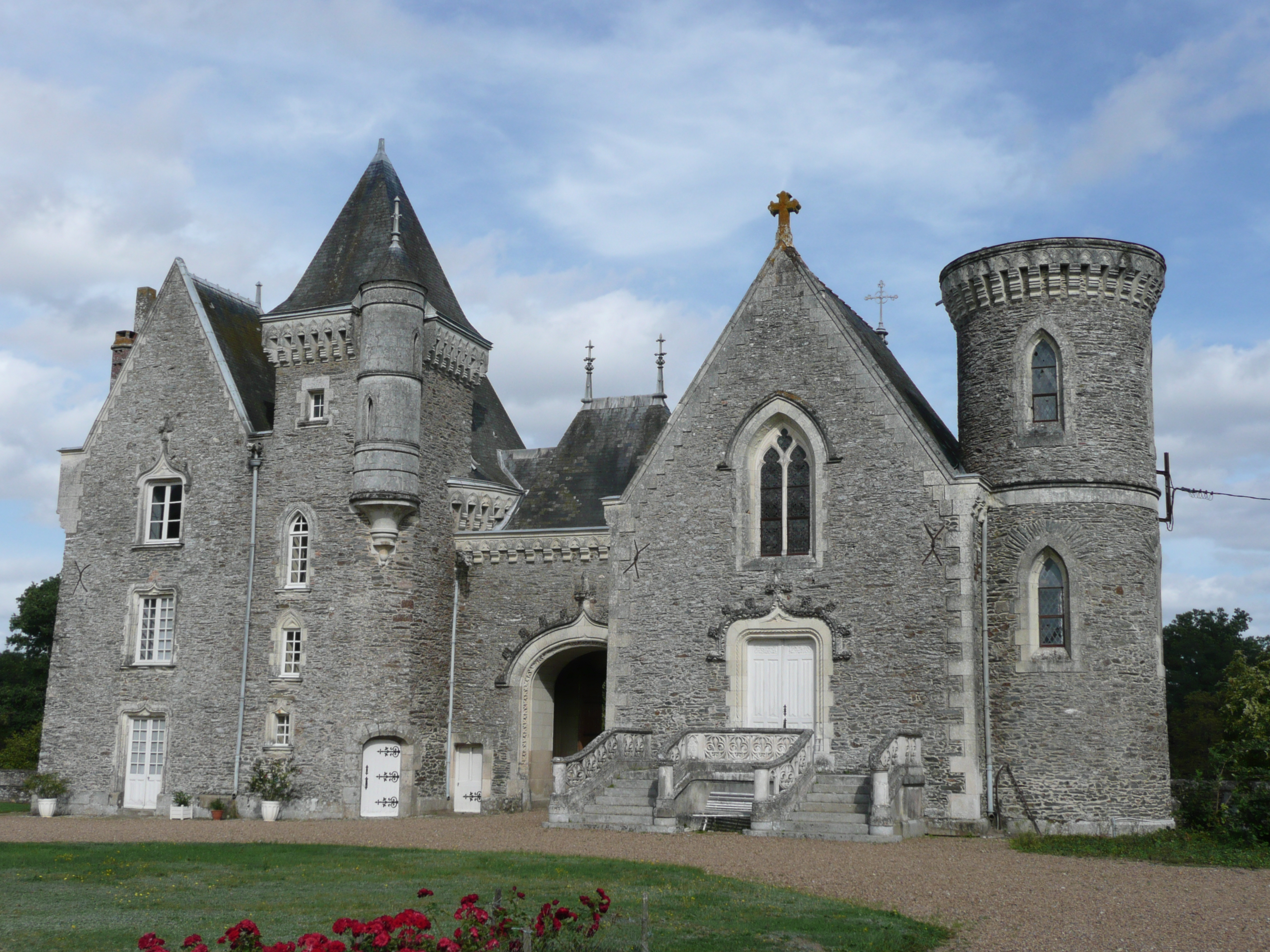
Château de Bourmont
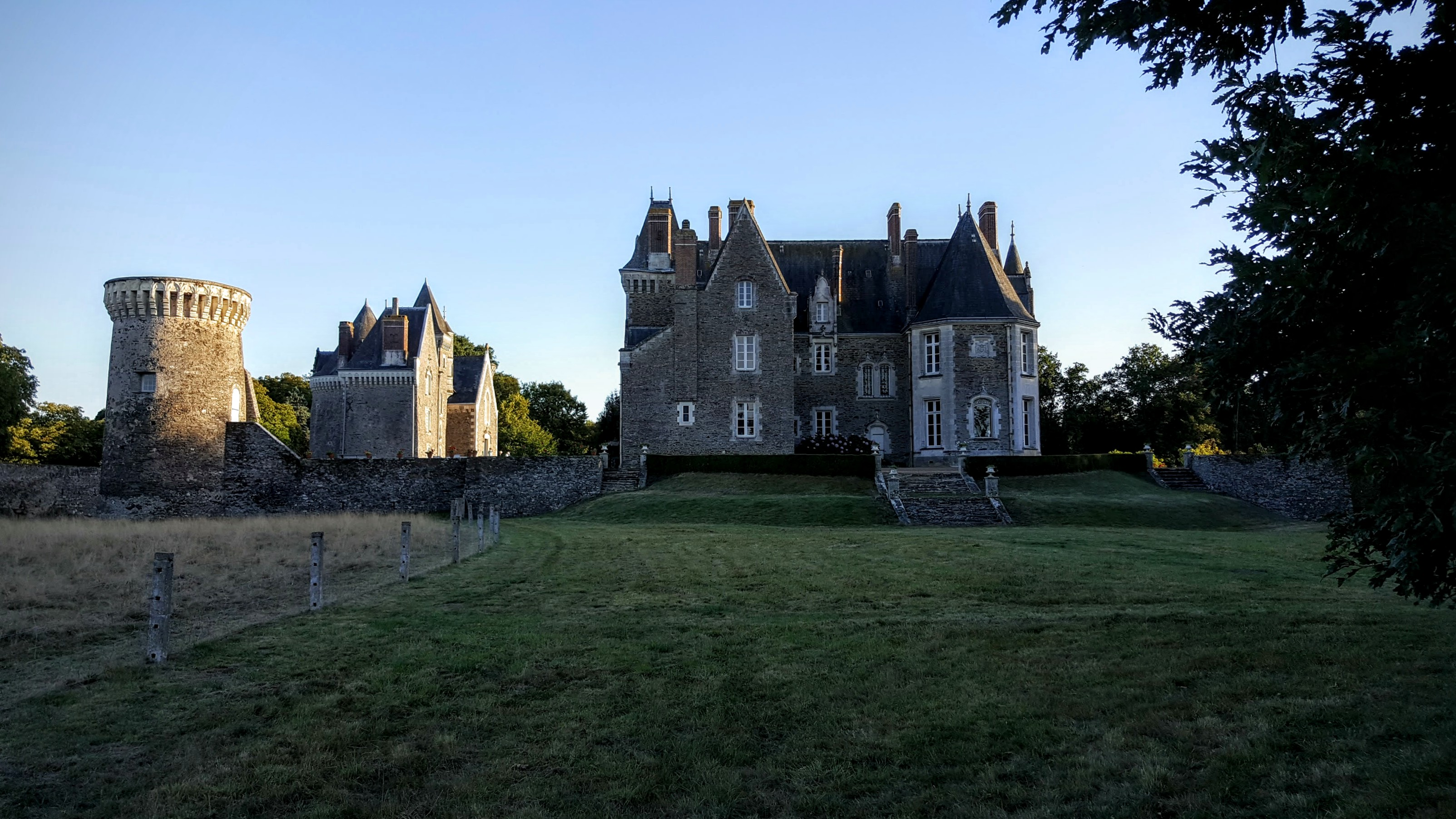
vue nord
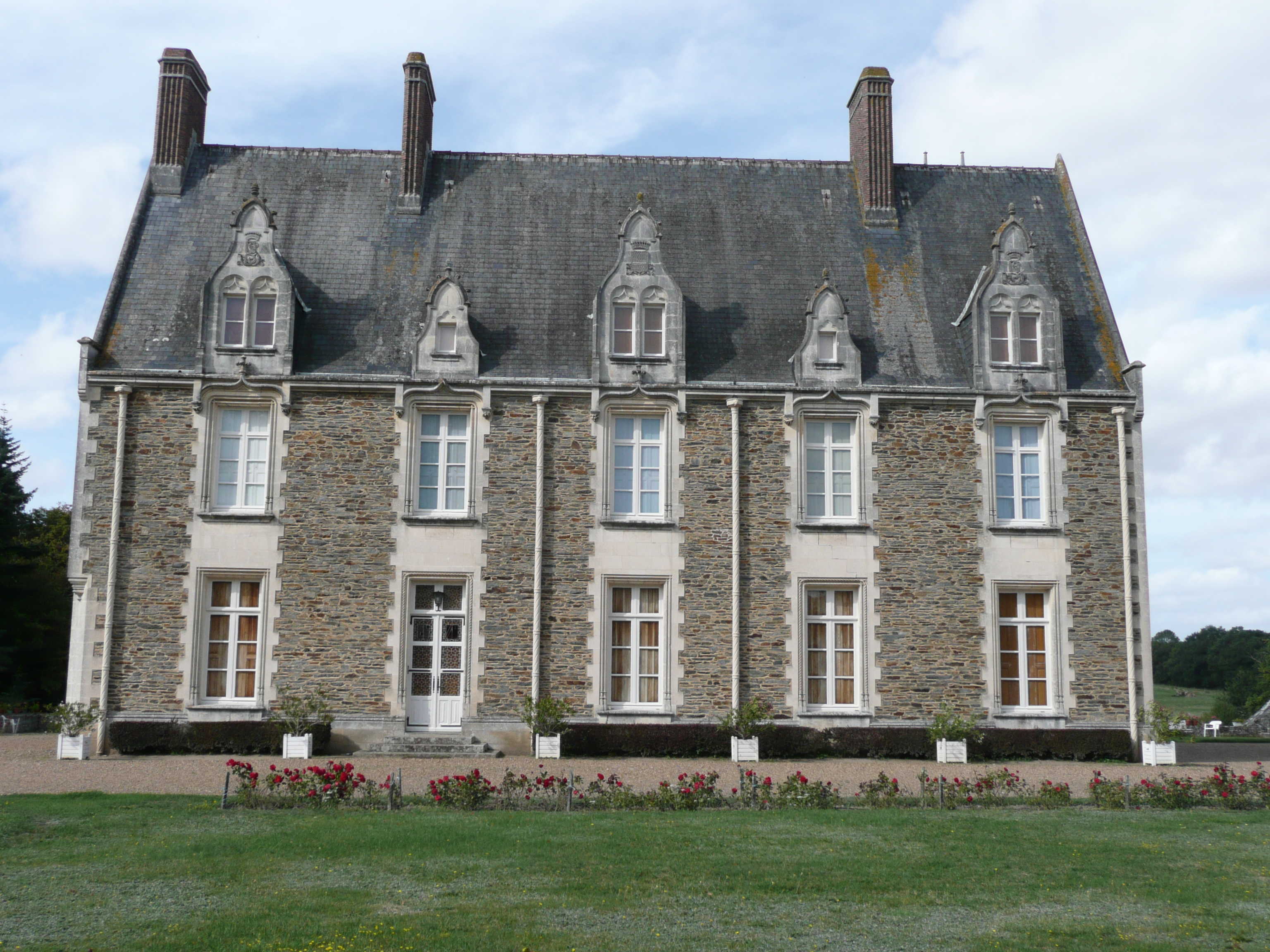
Logis